# Mulgrave (Nova Escócia)
Mulgrave é um município localizado na província da Nova Escócia, no leste do Canadá.  Sua população é de 722 habitantes.